# Dmitrij Bal'termanc
Dmitrij Nikolaevič Bal'termanc (in russo Дмитрий Николаевич Бальтерманц? traslitterato anche Baltermants; Varsavia, 13 maggio 1912 – Mosca, 11 giugno 1990) è stato un fotoreporter sovietico di origini polacche. Fotografo al seguito dell'Armata Rossa durante la seconda guerra mondiale, ha documentato lo scontro fra esercito tedesco e sovietico affermandosi come uno dei pochissimi fotoreporter dell'Est europeo conosciuti anche fuori dal proprio Paese.

## Biografia
Nato a Varsavia, allora facente parte dell'Impero russo, studia a Mosca dove sua madre si è trasferita dal 1915. Si laurea nel 1939 ed entra nell'accademia militare come docente di matematica, ma dopo pochi mesi il quotidiano Izvestija lo incarica di occuparsi come fotogiornalista dell'invasione sovietica della Polonia, immagini di cui non è però rimasta traccia. Documenta in seguito eventi importanti come l'assedio di Sebastopoli, la battaglia di Stalingrado, la liberazione della parte meridionale della Russia e della Polonia e la battaglia di Berlino, scontro finale della guerra in Europa.
Dato che le sue fotografie venivano vagliate dal servizio di propaganda del regime sovietico, molto suo materiale è rimasto a lungo ignoto mentre altro, come la fotografia intitolata  L'attacco è internazionalmente noto.
Dopo la guerra lavora per una delle prime riviste a colori dell'Urss, Ogonëk, fotografando la ricostruzione del Paese. Comincia a viaggiare anche all'estero, dove ha occasione di esporre le sue opere in una mostra a Londra nel 1964 e una a New York nel 1965. Il suo ultimo reportage ha per protagonisti Michail Gorbačëv e Ronald Reagan al summit di Ginevra del 1985. Muore a Mosca all'età di 78 anni l'11 giugno 1990.